# Avant la lettre
Die Wendung avant la lettre (französisch für vor dem Buchstaben) bezeichnet ursprünglich den Zustand einer Druckplatte und Probeabzüge von dieser, bevor die Beschriftung erfolgt, also nachdem die Platte vom Künstler freigegeben ist.
Im übertragenen Sinne wird der Ausdruck verwendet, um ein Konzept mit einem Begriff zu bezeichnen, den es zur Zeit der Entstehung dieses Konzeptes noch gar nicht gab. Auf Personen und ihre Leistungen bezogen bedeutet „avant la lettre“: „ihrer Zeit voraus“.
Zum Beispiel: 
- „Suffragetten waren Feministinnen avant la lettre.“
- „Der Simplicissimus macht sich überdies zum Mäzen und Förderer einer deutschen Kurzgeschichte avant la lettre, wenn er 1897 ein Preisausschreiben ‚für die beste ganz kurze Geschichte (pointierte Novelle)‘ im Umfang einer Druckspalte veranstaltet.“[3]

Der Ausdruck ist in dieser Verwendung Teil der gehoben-literarischen Bildungssprache und eine Variante des lateinischen ante litteram.